# Рожищенський завод сільськогосподарського машинобудування
Рожищенський завод сільськогосподарського машинобудування — промислове підприємство в місті Рожище Волинської області.

## Історія
Підприємство побудоване в 1950-1955 роки і введено в експлуатацію як Рожищенські міжрайонні майстерні капітального ремонту машин, а згодом перетворене в Рожищенський ремонтний завод. Завод декілька разів розширювався.
У 1964 році на заводі введений в експлуатацію ливарний цех.
До початку 1970-х років завод спеціалізувався на ремонті двигунів тракторів, а також виготовляв сільськогосподарські машини та насоси.
У 1980-і роки підприємство отримало нову назву — Рожищенський завод машинобудування тваринницьких комплексів й ферм «Рожищеферммаш» ім. XXVI з'їзду КПРС й спеціалізувалося на виробництві кормораздавачів для свинарських ферм (КС-1,5 й ін.).
Загалом, за радянських часів завод входив до числа найбільших підприємств міста.
Після проголошення незалежності України завод перейшов у підпорядкування міністерства машинобудування, військово-промислового комплексу й конверсії України.
У травні 1995 року Кабінет міністрів України затвердив рішення про приватизацію заводу сільгоспмашинобудування, після чого в грудні 1995 року державне підприємство було перетворено у відкрите акціонерне товариство.

## Сучасний стан справ
Завод виробляє запасні частини до сільськогосподарських машин й здійснює ремонт сільськогосподарської техніки.